# Ernst Eisendecher
Ernst Georg Friedrich Wilhelm Eisendecher (* 24. Juli 1803 in Quakenbrück; † 23. Dezember 1887 in Neuhaus (Oste)) war ein deutscher Verwaltungsjurist.

## Leben
Ernst Eisendecher war Sohn des Kaiserlich russischen Majors und Unterpräfekten Georg Eisendecher in Sankt Petersburg. Christian Carl Philipp Eisendecher war sein Cousin. Er studierte von 1822 bis 1825 Rechtswissenschaften an der Universität Göttingen und hielt sich während des Studiums zeitweilig in Russland auf. Während seines Studiums wurde er Mitglied des Corps Hannovera Göttingen und war zeitweilig dessen Senior. Nach dem Studium trat er in den Verwaltungsdienst des Königreichs Hannover ein und wurde 1828 Auditor in Neustadt am Rübenberge, 1842 war er als Assessor in Meinersen, 1846 in Herzberg, 1850 in Bilderlahe. 1853 war Eisendecher Amtmann im Amt Bockenem und ab 1865 im Amt Wittmund. Von 1866 bis 1878 fungierte er als Amtshauptmann im Kreis Neuhaus an der Oste.